# Gran Premio del oeste de los Estados Unidos
El Gran Premio del oeste de los Estados Unidos fue una carrera de automovilismo de velocidad disputada en el circuito callejero de Long Beach, Estados Unidos para el Campeonato Mundial de Fórmula 1 entre 1976 y 1983. A partir de 1983, el evento se convirtió en el Gran Premio de Long Beach en la serie CART World Series.
Al comenzar a perder popularidad el circuito de Watkins Glen a finales de los años 1970, se creó el Gran Premio del oeste de los Estados Unidos como segunda competencia de Fórmula 1 de ese país. El circuito en las calles de la Long Beach fue un éxito inmediato desde su primera carrera en 1976, y se convirtió en la contrapartida norteamericana del Gran Premio de Mónaco. El trazado del circuito se modificó tres veces durante los ocho años de competencias, pero todos incluyeron una larga recta por la vía de la costa, cerca del puerto. En el último evento, en 1983, donde John Watson ganó.

## Ganadores
| Año  | Piloto            | Constructor   | Resultados |
| ---- | ----------------- | ------------- | ---------- |
| 1976 | Clay Regazzoni    | Ferrari       | Resultados |
| 1977 | Mario Andretti    | Lotus-Ford    | Resultados |
| 1978 | Carlos Reutemann  | Ferrari       | Resultados |
| 1979 | Gilles Villeneuve | Ferrari       | Resultados |
| 1980 | Nelson Piquet     | Brabham-Ford  | Resultados |
| 1981 | Alan Jones        | Williams-Ford | Resultados |
| 1982 | Niki Lauda        | McLaren-Ford  | Resultados |
| 1983 | John Watson       | McLaren-Ford  | Resultados |